# My Sister's Crown
"My Sister's Crown" («La Corona de Mi Hermana» en español) es una canción de la banda de folk checa Vesna, lanzada el 30 de enero de 2023. Esta canción representó a la República Checa en el Festival de la Canción de Eurovisión 2023 después de ganar la ESCZ 2023, la final nacional de la República Checa para seleccionar la canción que representará a dicho país en la Eurovisión de ese año. La canción terminó entre los diez primeros durante primera semifinal, lo que clasificó al país para la final el día 13 de mayo.

## Antecedentes
En una entrevista dada para el fanpage de Eurovisión ESC Bubble, dos miembros de la banda dijeron que la cantante y compositora principal de la banda, Patricie Kaňok Fuxová, quería compartir una historia de hermandad y como protesta contra la desigualdad de género, diciendo que "puedes tener el apoyo de las otras personas". y sobre [el tema de] la igualdad, no es solo entre mujeres, [sino todos]".

## Festival de la Canción de Eurovisión

### ESCZ 2023
ESCZ 2023 fue la final nacional organizada por la ČT para seleccionar la canción que representaría a la República Checa para el Festival de la Canción de Eurovisión 2023. Cinco cantantes participaron en el concurso que tuvo lugar el 30 de enero de 2023 en los estudios televisivos de Kavčí Hory en Praga, y el ganador se seleccionaba mediante votación pública y se anunciará el 7 de febrero de 2023, y la votación tendrá lugar entre las fechas. La votación consistió en un 70% de audiencia internacional y un 30% de audiencias checas.
En la votación, "My Sister's Crown" obtuvo 3.501 votos de voto checo y 7.083 votos del voto internacional, obteniendo un total de 10.584 votos, ganando por un margen de 6.367 votos. Con la victoria, la canción fue seleccionada como la canción representante de la República Checa para el Festival de la Canción de Eurovisión 2023 .

### En Eurovisión
De acuerdo con las reglas de Eurovisión, todos los países con la excepción del país anfitrión y los "Big Five" (los cuáles incluyen Francia, Alemania, Italia, España y el Reino Unido) deben clasificarse en una de las dos semifinales para competir en la final; los diez mejores países de cada semifinal avanzaban a la final. La Unión Europea de Radiodifusión (EBU, por sus siglas en inglés) dividió a los países competidores en seis botes diferentes según los patrones de votación de concursos anteriores, y los países con antecedentes de votación favorables se colocaron en el mismo bote. El 31 de enero de 2023, se llevó a cabo un sorteo de asignación que colocó a cada país en una de las dos semifinales, así como en qué mitad del espectáculo actuarían. La República Checa se colocó en la primera semifinal, que se llevará a cabo el 9 de mayo de 2023, y está programada para actuar en la segunda mitad del espectáculo.

## Posicionamiento en listas
| País            | Lista                   | Mejor posición |
| --------------- | ----------------------- | -------------- |
| República Checa | Singles Digital Top 100 | 24             |